# ازل (تگزاس)
ازل، تگزاس(به انگلیسی: Azle, Texas) شهری در ایالت تگزاس از ایالات جنوبی ایالات متحده آمریکا است. در سرشماری سال ۲۰۰۰، جمعیت این شهر ۹۶۰۰ نفر اعلام شد.